# Maureen Mmadu
Maureen Nkeiruka Mmadu (Onitsha, 7 maggio 1975) è un'allenatrice di calcio ed ex calciatrice nigeriana, già centrocampista della nazionale nigeriana. Nel 2013 lascia il calcio giocato.
Accreditata inizialmente di 101 presenze dalla FIFA ed inserita nella lista delle calciatrici con almeno 100 presenze in Nazionale, risultò essere per breve tempo la giocatrice con il maggior numero di presenze nonché l'unica ad aver passato le 100 partite tra quelle che hanno indossato la casacca della nazionale maggiore della Nigeria.

## Carriera

### Club
Dopo aver giocato la prima parte della sua carriera in Nigeria, Idrettslaget Sandviken decide di intraprendere l'avventura europea trasferendosi in Scandinavia, trovando un accordo con il Sandviken, sezione di calcio femminile della società polisportiva norvegese Idrettslaget Sandviken.
In seguito si trasferisce al Klepp Idrettslag giocando in Toppserien, quindi nel 2006 decide di trasferirsi a Karlstad, in Svezia, ed accettare la proposta dal QBIK per giocare in Damallsvenskan, massimo livello del campionato svedese femminile di calcio. Il campionato si rivelerà difficile e la squadra riuscirà a terminare decima in classifica, l'ultimo posto valido per evitare la retrocessione.
Al termine della stagione si accorda con il Linköpings, club dell'omonima città svedese. La stagione si rivelerà più proficua della precedente riuscendo a conquistare abbondantemente la salvezza e chiudendo la stagione al sesto posto.
Il 2008 vede il suo ritorno in Norvegia, sottoscrivendo un contratto con l'Amazon Grimstad di Grimstad per tornare a giocare in Toppserien. Con le Amazzoni rimane una sola stagione.
Nel 2010 firma per il Kolbotn di Oppegård, e nella stagione di Toppserien contribuirà a far raggiungere alla squadra il terzo posto in campionato.
La stagione successiva accetta la proposta dell'Avaldsnes per giocare in 1. Divisjon, secondo livello del campionato norvegese. Dopo aver raggiunto la sesta posizione nel 2011, l'anno successivo contribuisce a conquistare la promozione in Toppserien e nel 2013 a raggiungere il quarto posto nel massimo campionato norvegese e la finale nella Norgesmesterskapet femminile, la Coppa di lega norvegese. A 38 anni decide quindi di concludere con il calcio giocato e di intraprendere la carriera di allenatrice di calcio.

### Nazionale
Mmadu fa il suo debutto in nazionale maggiore a Helsingborg, in Svezia, l'8 giugno 1995, nella partita pareggiata per 3-3 con il Canada in occasione della fase a gironi, Gruppo B, del Campionato mondiale femminile di calcio 1995.
In seguito partecipò ai mondiali del 1999, 2003 e 2007.